# Sykstus I
Sykstus I (ur. w Rzymie, zm. ok. 125 tamże) – męczennik i święty Kościoła katolickiego, 7. papież w okresie od ok. 116 do ok. 125. Imię świętego wymieniane jest w 1. Modlitwie Eucharystycznej Kanonu rzymskiego.

## Życiorys
Sykstus pochodził z rodu Elvidia. Z pochodzenia był Grekiem lub Rzymianinem; jego ojciec miał na imię Pastor. Tradycja chrześcijańska przypisuje Sykstusowi I wzmocnienie dyscypliny kościelnej. Wydał przepisy zezwalające tylko kapłanom dotykać naczyń liturgicznych. Za jego pontyfikatu po raz pierwszy wybuchł nierozstrzygnięty spór o datę Wielkanocy między Europejczykami a Azjatami: Europejczycy świętowali w pierwszą niedzielę po 14. dniu żydowskiego miesiąca nisan, a przybysze z Azji świętowali dokładnie 14 miesiąca nisan. Obie strony konfliktu tolerowały się nawzajem.
Uważa się, że jego pontyfikat trwał około 10 lat i że zginął śmiercią męczeńską w Rzymie. Niektórzy podają w wątpliwość fakt śmierci męczeńskiej.
Jego święto liturgiczne przypada na 3 kwietnia (według nowego Martyrologium Rzymskiego), poprzednio – 6 kwietnia. Jego relikwie znajdują się w Alatri od 1132 roku